# Chākhar Chamanī
Chākhar Chamanī (persiska: چَهار چَمَن, چاخر چمنی, Chahār Chaman, Chākher Chamanī, چاخِر چَمَنی) är en ort i Iran.   Den ligger i provinsen Ardabil, i den nordvästra delen av landet, 500 km nordväst om huvudstaden Teheran. Chākhar Chamanī ligger 1 440 meter över havet och antalet invånare är 192.
Terrängen runt Chākhar Chamanī är huvudsakligen kuperad, men åt sydost är den platt. Runt Chākhar Chamanī är det ganska tätbefolkat, med 56 invånare per kvadratkilometer. Närmaste större samhälle är Māzāfā, 13,3 km sydväst om Chākhar Chamanī. Trakten runt Chākhar Chamanī består i huvudsak av gräsmarker.